# Dans l'ombre du Star Wars Kid
Dans l'ombre du Star Wars Kid est un documentaire d'URBANIA et de l'ONF sorit en 2022. Il traite de revenant l'histoire de Ghyslain Raza, devenue un mème viral d'Internet à partir de 2003.

## Synopsis
Ghyslain Raza se filme, pour aider un camarade, maniant maladroitement un manche à balais pour parodier Star Wars. La vidéo, partagée sans son consentement, devient virale sur Internet, jusqu'à attirer l'attention du New York Times, de la BBC ou du Late Night Show with Stephen Colbert. Cet événement déclenche une vague de cyberharcèlement envers le jeune adolescent.
Le documentaire donne la parole, pour la première fois depuis 2003, à Ghyslain Raza qui termine un doctorat en droit à l’Université Queen’s en Ontario,. Le film ne s'attarde pas « de façon larmoyante » sur son histoire, mais part de celle-ci pour évoquer les conséquences de la viralité numérique.
Au cours du documentaire, il retourne à son école secondaire de l'époque, le Séminaire Saint-Joseph de Trois-Rivières, pour tenter de comprendre le rapport que les jeunes entretiennent aujourd'hui avec les réseaux sociaux,.
Ghyslain Raza se rend jusqu’à Portland, en Oregon, pour aller à la rencontre d'Andy Baio, un blogueur américain qui a, malgré lui, contribué à ce que la vidéo devienne virale,. 
Le documentaire donne, finalement, la parole aux avocats de la famille mais aussi à des experts,, notamment Kate Eichhorn.

## Réception presse
Lors de sa sortie, La Presse apprécie grandement le documentaire pour sa capacité à faire réfléchir sur le fonctionnement de la viralité et ses conséquences.

## Distinction
Dans l’ombre du Star Wars Kid a reçu en 2022 le prix Gémeaux de la catégorie Meilleur montage : affaires publiques, documentaire - émission. 

## Fiche technique
- Titre original : Dans l'ombre du Star Wars Kid
- Réalisation : Mathieu Fournier[1],[5]
- Scénario : Mathieu Fournier, Jonathan Trudel[2]
- Société de production : URBANIA avec une coproduction de l’ONF
- Diffusion : Télé-Québec[1], ONF.
- Pays de production : Canada
- Langue originale : français
- Genre : documentaire[3]
- Durée : 52 minutes (Télé-Québec), 80 minutes (ONF)
- Dates de sortie : 30 mars 2022[3]

## A voir aussi